# إعدام غرقا

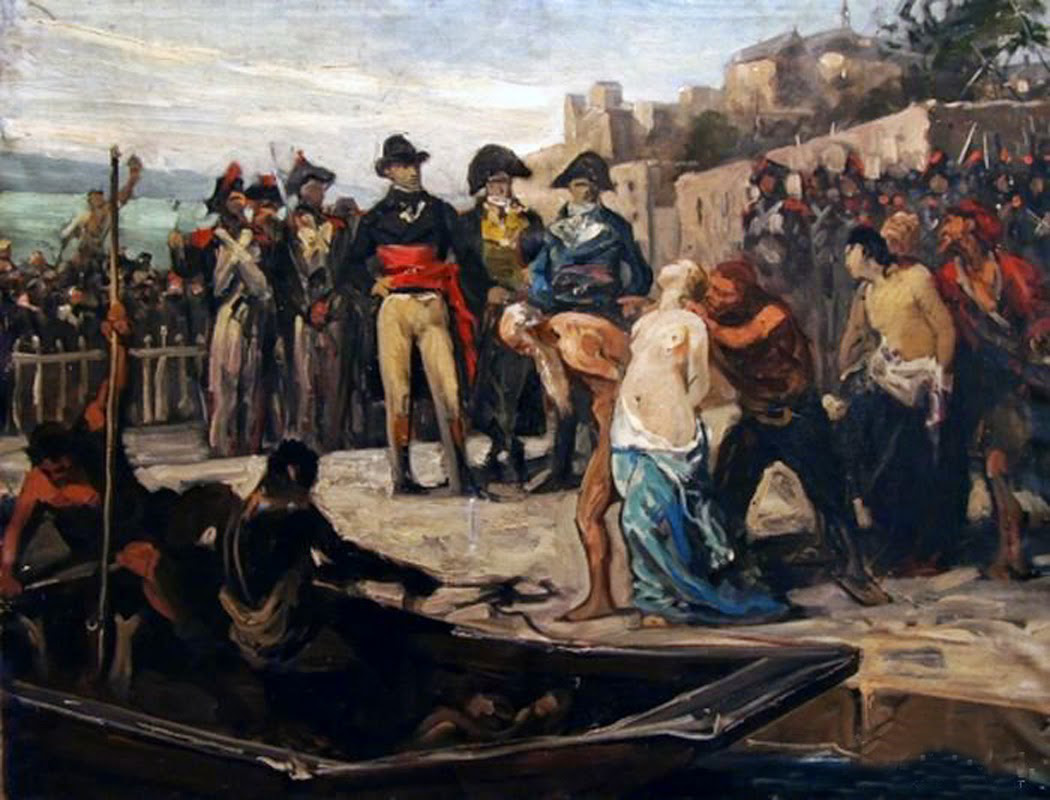
غرق نانت عام 1793

الإعدام غرقاً (الإعدام بطريقة الغرق) وهي عقوبة تم تنفيذها في وقت مبكر جداً من التاريخ وانتشرت بين مجموعة كبيرة ومتنوعة من المجتمعات والشعوب وكانت طريقة الإعدام للعديد من أنواع الجرائم.

## تحريم سفك الدم الملكي
تم توثيق العديد من الحالات في هذه العقوبة، حيث تم تحريم سفك دماء العائلة المالكة في العديد من الثقافات، عندما كان يُعتقد أن إعدام ملك أو أفراد من العائلة المالكة كان ضرورياً، فقد تم إغراقهم كعقوبة لتجنب إراقة الدماء. في كمبوديا على سبيل المثال، كان الغرق نوعا من الإعدام مخصصا لأفراد العائلة المالكة. يصف فيليكس كاري المبشر في بورما 1806-1812، العملية على النحو التالي:
عندما يتلقى شخص من أصل ملكي عقوبة الإعدام، يتم ذلك بشكل عام عن طريق الغرق؛ في البداية تقيَّد يديه وقدميه، ثم يُخاط في كيس أحمر ويوضع أحياناً في جرة، ثم يُنزل السجين في الماء، بوزن يكفي لإغراقه. يتم اللجوء إلى هذه الممارسة لأنه يحسب من الخطيئة أن يتم إراقة الدماء الملكية.
في بلد شرق آسيوي آخر هو مملكة آسام، كان إعدام الناس بسفك دمائهم امتيازاً ملكياً. ولا يمكن لمحاكم العدل الدنيا إلا أن تأمر بالإعدام غرقاً، أو بالموت بالضرب عن طريق الهراوة في رأس المحكوم عليهم وما إلى ذلك.
ضمن الثقافات الإسلامية أيضاً، توجد بعض الأمثلة على أنه لا ينبغي إعدام الشخص الملكي أو أفراد العائلة المالكة عن طريق إراقة الدماء أو أفراد العائلات التي تحظى باحترام كبير. على سبيل المثال، في مملكة فطاني السابقة (في جنوب تايلاند حالياً) حكم على أحد المتمردين «توك مير» بالغرق في البحر، احتراماً لمكانته المعترف بها كـ«سيد» أي سليل مباشر لأسرة النبي محمد. في الإمبراطورية العثمانية كان يتم أحياناً بالحكم على بعض على إخوة السلطان المختار من أجل منع أزمات الخلافة السياسية بخنقهم أو غرقهم حتى لا تسفك دمائهم.
إن الإحجام عن إراقة دماء الملك نراه أيضاً في عدد من الثقافات الأفريقية. في كتابه «الغصن الذهبي» يشير جيمس فريزر إلى هذه إنتشار هذه العقوبة المتمثلة في إغراق المجرمين الملكيين بين شعب أشانتي (في غانا وساحل العاج حالياً) وفي مملكة داهومي (بنين حالياً). ويقدم فريزر أيضاً عدداً من الأمثلة الأخرى على إعدام أفراد العائلة المالكة بحيث لا يتم إراقة الدماء، على سبيل المثال عن طريق الخنق أو التجويع أو حرقاً حتى الموت.

## تنفيذ العقوبة في أوروبا
في أوروبا، حدثت بعض الحالات التي تعتبر آخر حالات الإعدام غرقاً خلال النصف الأخير من القرن السادس عشر. الحالات الأخيرة التي تم الإبلاغ عنها كانت في إسلينغن آم نيكار وفورتمبيرغ الألمانيتين حدثت في أعوام 1589 و1593 على التوالي. في عام 1562، حكم بالإعدام غرقاً لامرأة قامت بقتل أطفالها في روتنبورغ، ولكن من الإحصاءات الواردة في المصدر، كانت هذه آخر حالة من نوعها؛ في وقت لاحق، تم هناك قطع رؤوس النساء اللائي وجدن مذنبات بقتل الأطفال. في عام 1580 في نورمبرغ، استخدم الجلاد فرانز شميت (الذي ترك مذكرات عن حياته المهنية من 1573 إلى 1617) نفوذه لإلغاء عقوبة الغرق، وإقناع السلطات باستخدام الشنق أو قطع الرأس بدلاً من ذلك. ومع ذلك، يُنظر إلى القرن السابع عشر داخل مناطق اسكتلندا وألمانيا على أنه الوقت الذي بدأت فيه هذه الممارسة التنفيذية تتلاشى لصالح قطع الرأس، بينما ظلت هذه العقوبة موجودة حتى القرن الثامن عشر. ويقال إن الحالة الأخيرة حصلت في فرانكفورت عام 1613 . في غروسنهاين في ألمانيا وقعت آخر عقوبة إغراق امرأة في عام 1622، وتم استبدال العقوبة بقطع الرأس أو الأعدام بعجلة الكسر. في كفيدلينبورغ إغرقت امرأة في عام 1667 لقتل طفلها الرضيع. وبعد 6 سنوات فقط، ولنفس السبب هناك تم قطع رأس امرأة مذنبة في السوق بدلاً إغراقها. في سويسرا حدثت آخر قضية غرق قضائي في عام 1652 . في روسيا فيبدو أن هذه الممارسة قد ألغيت في أوائل القرن الثامن عشر، بينما في آيسلندا، يُقال إن آخر حالة غرق قضائي حدثت في عام 1776.

## الأمثلة الحديثة
في مثال حديث، قام تنظيم داعش بإعدام أسرى عراقيين وإغراقهم في قفص في يونيو 2015. وتم تداول مقطع فيديو للحدث على الإنترنت. حيث صوَّر تنظيم «داعش» قيامه بإغراق 8 مدنيين محبوسين داخل قفص، بعد أن اتهمهم بالتعامل مع الحكومة العراقية والبيشمركة الكردية. وقد أجبر التنظيم هؤلاء المدنيين على الدخول إلى قفص حديدي قبل أن ينزل القفص داخل حوض مائي في الموصل. يذكر أنها ليست المرة الأولى التي يستخدم فيها التنظيم الإغراق لإعدام سجنائه، حيث استخدم طريقة الإعدام هذه في 2015 عندم أغرق 5 سجناء في قفص أنزله داخل حوض سباحة، في الموصل أيضاً، وقد تضمن فيديو الإعدام حينها صوراً التقطت من تحت الماء تظهر احتضار السجناء المروعين.